# 世界ラリークロス選手権

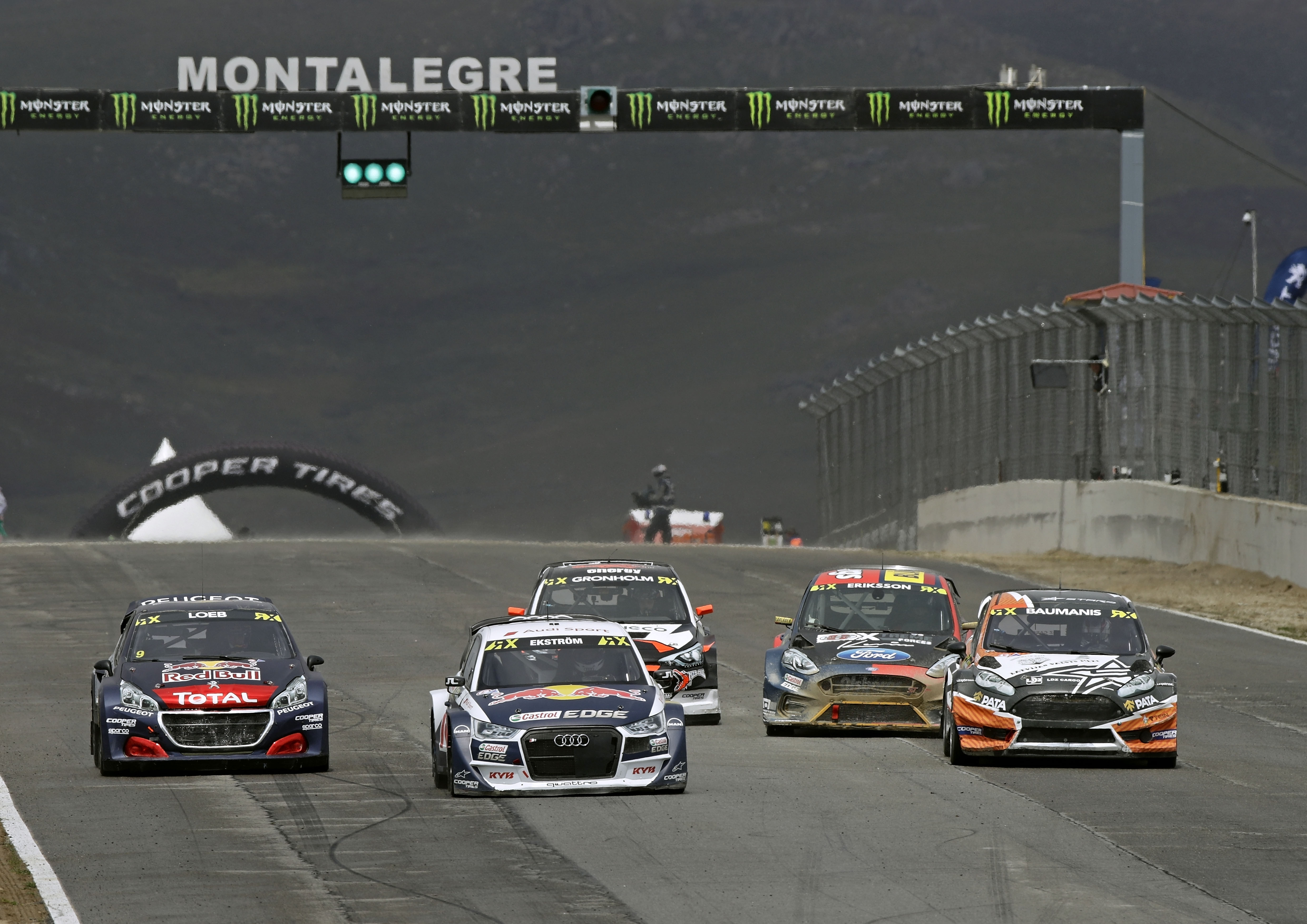
2018年ポルトガル戦

FIA 世界ラリークロス選手権（エフアイエー せかいラリークロスせんしゅけん、FIA World Rallycross Championship, 通称：WorldRX、WRX）は、国際自動車連盟 (FIA) が主催しIMGモータースポーツがプロモートする、ラリークロスの世界選手権である。なお当選手権の派生元であり併催シリーズの欧州ラリークロス選手権も、世界ラリークロス選手権の公式ホームページでは下位クラス同様に扱われているため、本記事ではこちらについても扱う。

## 概要
北米のグローバル・ラリークロス（GRC）の成功に端を発するラリークロス人気の高まりを受け、1973年から開催されていたFIA ヨーロッパ・ラリークロス選手権（Euro RX、ERX）が発展し、2014年から世界選手権に昇格された。欧州を中心に開催され、年間12〜13戦で総合優勝を争う。
日本では知名度は低いが、ヨーロッパの一部地域では世界ラリー選手権（WRC）を凌ぐ人気があるとされている。2018年には北米でも同一プロモーターによりアメリカズ・ラリークロス選手権（ARX）シリーズが立ち上げられた。
参戦プライベーターは単にメーカーのカスタマー供給を受けるより、独自にマシンを開発するところが多い。そのためベース車両が同じでも、チームが違えば仕様も異なる。また他のFIA所管の世界選手権とは異なり、製造者（マニュファクチャラー/コンストラクター）ではなくチームにタイトルが掛けられている点も大きな特徴である。このためメーカー系チームは基本的にフルワークスではなくプライベーターの支援の形を取り、エントラント名もプライベーターチームの名を残すという暗黙のルールがある。ただし近年は注目の高まりによる競争の激化から、そのバランスは崩れつつある。またプロモーションの失敗や電気自動車（EV）規定導入の2021年先送りにより、メーカーからの人気は著しく低下。2018年末を持って既存の3ワークス（プジョー、アウディ、フォルクスワーゲン）が全て撤退する事態に陥った。これを受けて、後述するように競技そのものから内燃機関を排除し、完全なEV化を行うというドラスティックなレギュレーション改訂を行っている。
アジアの自動車メーカーでは現代自動車や起亜自動車が2017年頃からプライベーターの手によって最高峰のスーパーカークラスに参戦しており、元WRCチャンピオンのマーカス・グロンホルムが代表を勤めるGRXタネコが2018年よりヒュンダイ・i20にて参戦。2019年のノルウェー戦で初優勝を記録している。日本車メーカーはスバル・インプレッサ、三菱・ミラージュ、ホンダ・シビッククーペのスポット参戦があるものの、2020年現在フル参戦したメーカーは無い。

## クラス分け
最高峰のクラス（2021年度まではスーパーカークラス、2022年度以降はRX1eクラス）のみが世界選手権として扱われる。
下位クラスは2016年までスーパーカー・ライツの名で行われていたが、2017年からRX2インターナショナルシリーズ・バイ・クーパータイヤの名で独立、年間7戦で争われる。RX2は2021年から、スーパーカークラスに先駆けて完全なEVクラスである「RX2e」に移行する。
また併催の欧州ラリークロス選手権はスーパーカーERX、スーパー1600、ツーリングカーの3クラスで構成され、年間9戦で争われる。

## 車両

### 2021年まで（エンジン車）

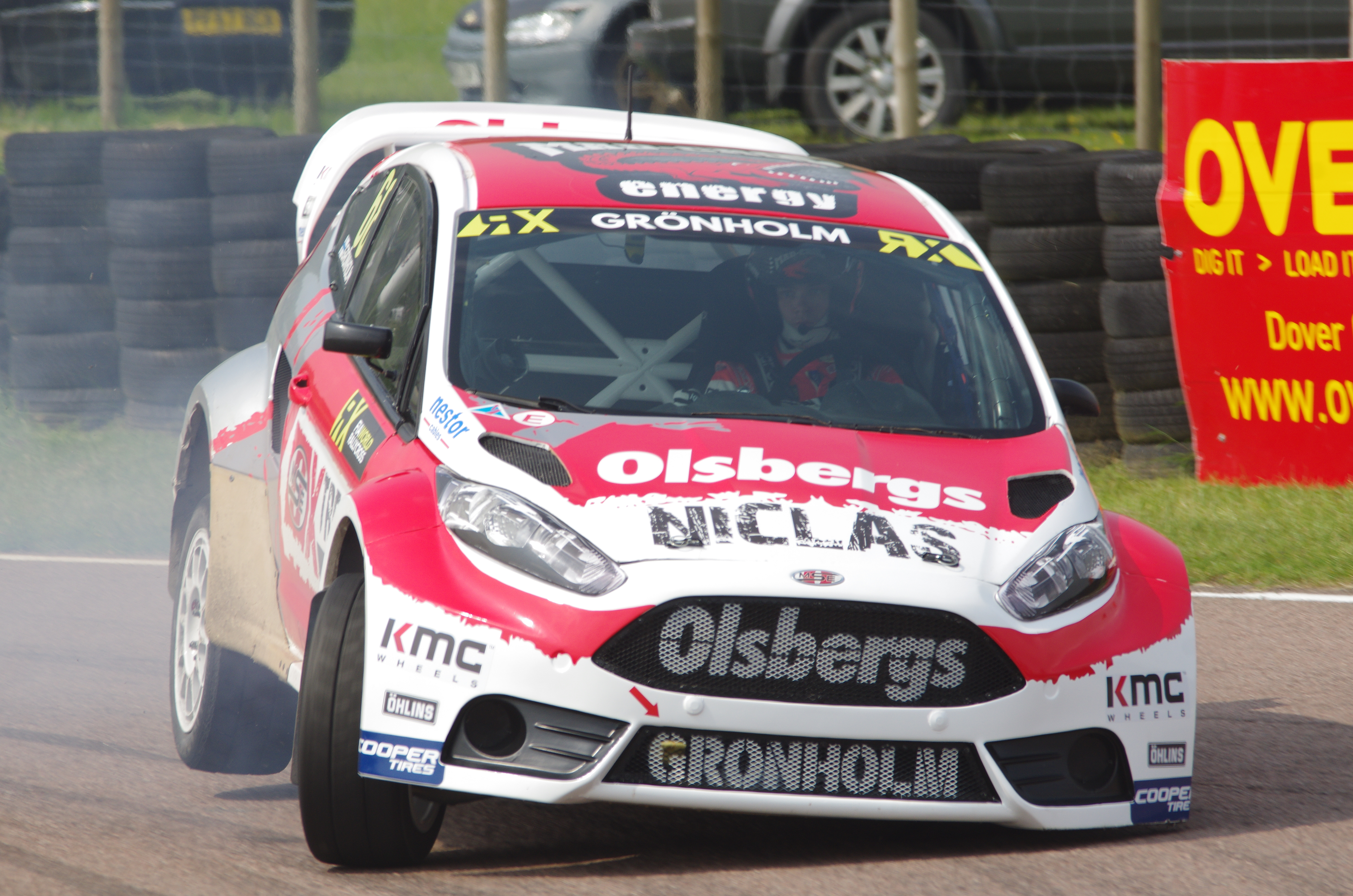
RXスーパーカー

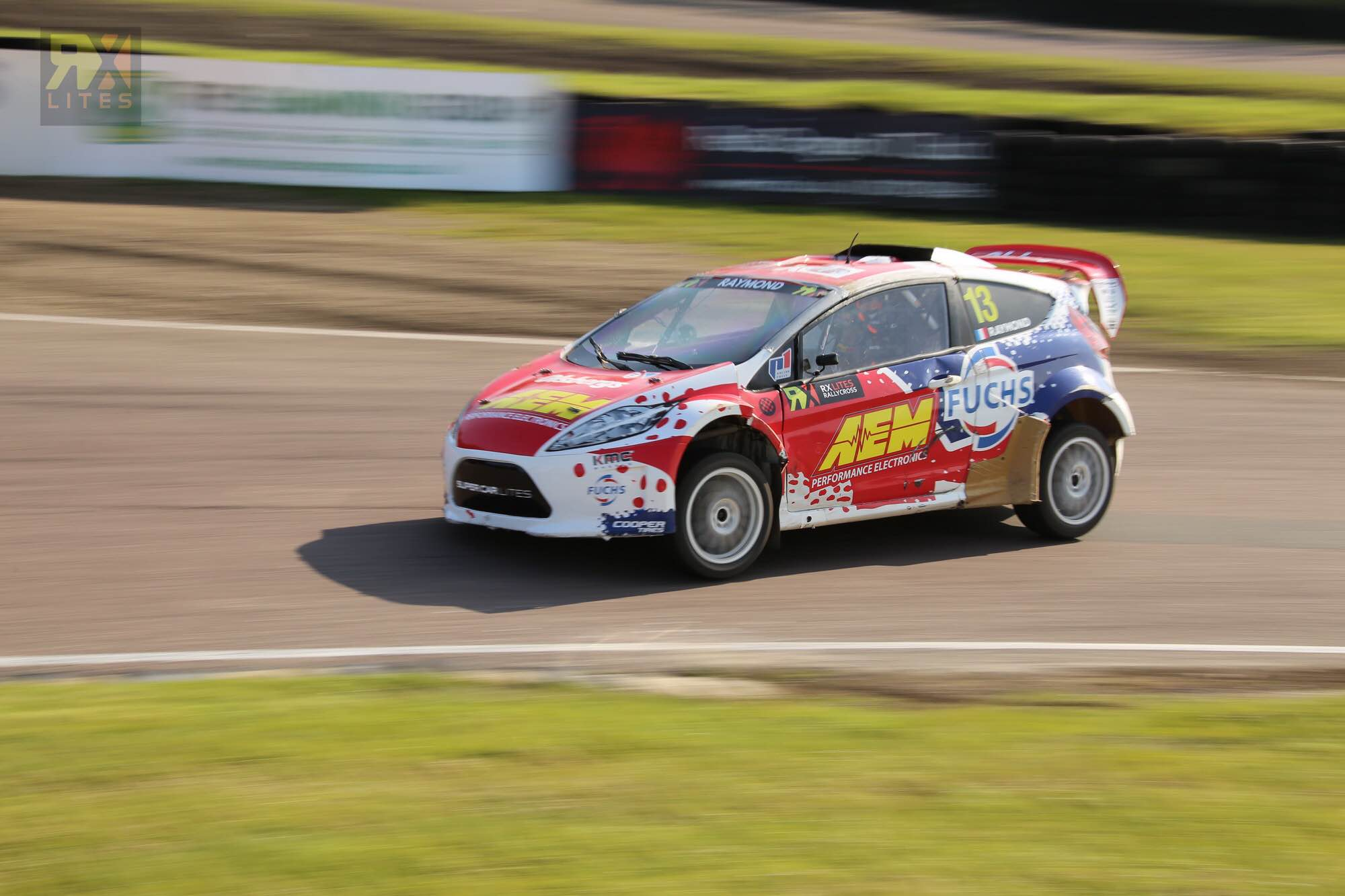
RX2車両

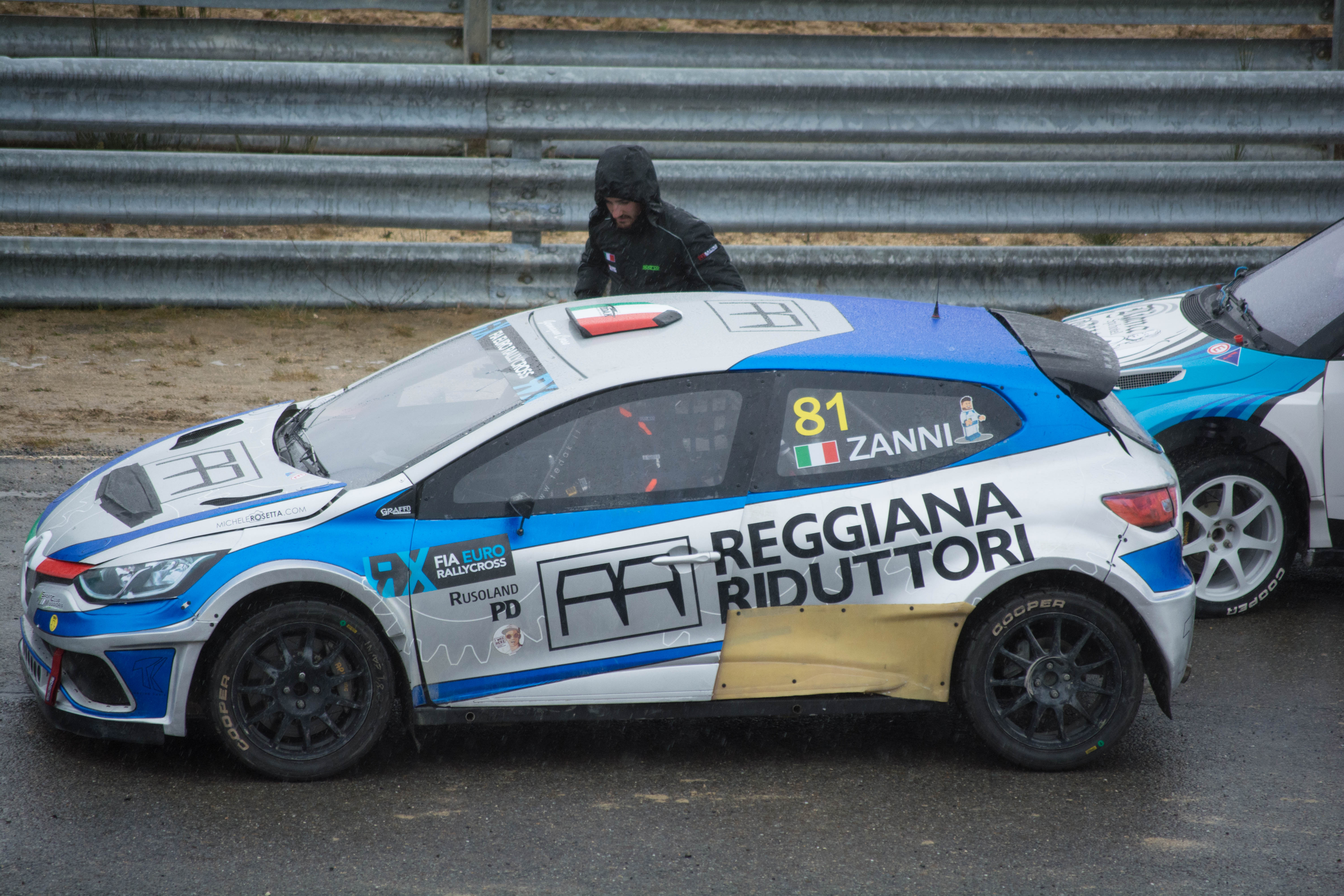
S1600車両

RX2を除く全クラスで、ベース車両はグループAまたはグループNのホモロゲーション取得車両である必要がある。またタイヤは全クラスでクーパーが独占供給する。
最高峰のスーパーカークラスのマシンは、四輪駆動で2058ccまでのエンジンを使用する。ターボチャージャーの有無や形式（直列/V型/水平対向）は自由だが、搭載位置はベース車両に準ずる。ターボエンジンの場合は45mm径リストリクターを装着する。最大出力は約600bhp/900Nmで、0-100km/hは1.9秒とF1同様の加速力を持つ。トラクションコントロールは禁止である。最低重量は1,300kg。欧州選手権のスーパーカーも世界選手権と同一の規定である。
RX2インターナショナルはスウェーデンのオルスバーグMSEとトルコのアヴィタス・モータースポーツが共同開発した車両のワンメイクとなっており、鋼管フレームに高機能プラスチックを被せたものとなっている。エンジンは4気筒・2400ccの自然吸気でミッドシップレイアウトを採用している。最大出力は約310馬力/300Nm、最低重量1100kg。
スーパー1600は最大1640ccの自然吸気エンジン＋前輪駆動、ツーリングカークラスは最大2000ccの自然吸気エンジン＋後輪駆動に限定される。なおツーリングカークラスはベースが前輪駆動車の場合は後輪駆動に換装して参戦する。またエンジンは両クラスとも、ベース車両と同一のシリンダーブロックを使用する必要がある。最低重量は両クラスともに排気量で決定され、例えば1400cc超1600cc以下なら1000kg、1600cc超2000cc以下なら1100kgとなる。

### 2021年以降（電気自動車）
前述したように、RX2は2021年よりワンメイクの専用EVによる「RX2e」に移行した。RX2e用のマシンはQEVテクノロジーズ（スペイン）とオルスバーグMSEが共同開発する。
2022年からはスーパーカークラスも「RX1eクラス」に改名の上、EV化された。RX1e用の電動化キットはクライゼル・エレクトリック（オーストリア）が独占供給し、前後輪にそれぞれ出力250kW（総合で500kw/689馬力）を発生するモーターを搭載する。瞬時に最大トルク880Nmを発生し、0-100kmは1.8秒となった。システム全体で300kgほどになり、車両重量は1,330kgに規定される。RX1eマシンは既存のRXスーパーカーから内燃機関とEVキットをコンバートすることで製作することが可能である。またグループA/Nの公認が無くとも、4座席でFIAの基準を満たすボディワーク構造を持ち正規ディーラーで販売されている量産市販車も、ASNを通じてFIAの承認を受けることで使用可能となる。
しかし2023年の第4戦において、パドックエリアで火災が発生しRX1eマシン2台などが全焼する事故が発生。ビデオ映像の検証によりマシンへの充電中にバッテリーから発火した疑いが濃厚とされたものの、詳細な原因が特定できないことから、結局同レースではRX1eクラスの開催自体がキャンセルされた。以後も火災発生の原因がつかめない状態が続いており、それに伴いRX1eクラスの開催も休止状態が続く異例の事態となった。同年10月の南アフリカ戦では、RX1eクラスはRX2eクラスのワンメイクマシン「ZEROID X1」を用いることで再開された。

### 2024年以降（電気自動車と持続可能燃料車）
2024年以降は、持続可能な燃料を用いることでエンジン車の参戦も認可され、RX1eと混走する規則が導入された。

## 競技進行
予選4ヒート、準決勝2ヒート、決勝1ヒートに分かれており、予選は各5台、準決勝以降は各6台で争われる。
レースは予選が4周、準決勝以降は6周以上で行われる。ただし1周だけ必ずジョーカーラップと呼ばれる脇道を走らなければならず、これを走らない又は2周以上走るとペナルティを受ける。このジョーカーラップをいつ使って前車をオーバーテイクするか、あるいは順位を守るかの駆け引きがラリークロスの大きな見所となっている。また競技場の上から見渡すスポッターが各車についており、スポッターが各車の位置やジョーカーラップの消化タイミングについて的確な指示を出すことも勝敗において重要である。

## ポイントシステム
世界・欧州両選手権のドライバーポイントシステムは共通のものである。

### ドライバーズ選手権
| 予選   | 16 | 15 | 14 | 13 | 12 | 11 | 10 | 9 | 8 | 7 | 6 | 5 | 4 | 3 | 2 | 1 |
| 準決勝 | 6  | 5  | 4  | 3  | 2  | 1  |    |   |   |   |   |   |   |   |   |   |
| 決勝   | 8  | 5  | 4  | 3  | 2  | 1  |    |   |   |   |   |   |   |   |   |   |

赤字背景色は敗退となる。レースフォーマットの特性上、優勝以外のドライバーが最も多くのポイントを得ることもある。

### チーム選手権
チーム選手権を争う場合、1チームにつき必ず2台がフルエントリーしなければならない。この時、同じチーム内で異なったベース車両のマシンを使用することはできない。また、シーズン終了までベース車両を変更することはできない。
各チームのドライバー2人のポイントを合算した数字がチームポイントとなる。

## 歴代チャンピオン
| シーズン | ドライバーチャンピオン     | ドライバーチャンピオン               | ドライバーチャンピオン       |                                      | チームチャンピオン           | チームチャンピオン |
| シーズン | ドライバー                 | 所属チーム                           | 車両                         | チーム                               | 車両                         |                    |
| -------- | -------------------------- | ------------------------------------ | ---------------------------- | ------------------------------------ | ---------------------------- | ------------------ |
| 2014     | ペター・ソルベルグ         | PSRX                                 | シトロエン・DS3              | オルスバーグMSE                      | フォード・フィエスタ ST      |                    |
| 2015     | ペター・ソルベルグ         | / SDRX                               | シトロエン・DS3              | チーム・プジョー＝ハンセン           | プジョー・208                |                    |
| 2016     | マティアス・エクストローム | EKS RX                               | アウディ・S1                 | EKS RX                               | アウディ・S1                 |                    |
| 2017     | ヨハン・クリストファーソン | PSRX                                 | フォルクスワーゲン・ポロ GTI | PSRX                                 | フォルクスワーゲン・ポロ GTI |                    |
| 2018     | ヨハン・クリストファーソン | PSRX                                 | フォルクスワーゲン・ポロ R   | PSRX                                 | フォルクスワーゲン・ポロ R   |                    |
| 2019     | ティミー・ハンセン         | チーム・ハンセンMJP                  | プジョー・208                | チーム・ハンセンMJP                  | プジョー・208                |                    |
| 2020     | ヨハン・クリストファーソン | Volkswagen Dealer Team BAUHAUS       | フォルクスワーゲン・ポロ     | KYB・チームJC                        | アウディ・S1                 |                    |
| 2021     | ヨハン・クリストファーソン | EKS KYB JC                           | アウディ・S1                 | ハンセン・ワールドRXチーム           | プジョー・208                |                    |
| 2022     | ヨハン・クリストファーソン | クリストファーソン・モータースポーツ | フォルクスワーゲン・ポロ     | クリストファーソン・モータースポーツ | フォルクスワーゲン・ポロ     |                    |
| 2023     | ヨハン・クリストファーソン | クリストファーソン・モータースポーツ | フォルクスワーゲン・ポロ     | クリストファーソン・モータースポーツ | フォルクスワーゲン・ポロ     |                    |
| 2024     | ヨハン・クリストファーソン | クリストファーソン・モータースポーツ | フォルクスワーゲン・ポロ     | クリストファーソン・モータースポーツ | フォルクスワーゲン・ポロ     |                    |